# Шатохин, Аркадий Вадимович

## Биография
Родился 19 июня 1950 году в Москве, в семье Вадима Ивановича и Елены Борисовны Шатохиных. Дед по материнской линии — химик Борис Георгиевич Андреев, автор статей в БСЭ и брошюр для народного просвещения («Почему шуба не греет», «Спичке — 100 лет» и др.). Внучатый племянник активных деятелей РСДРП Льва Цетлина и Бориса Цетлина. Двоюродный племянник математика Михаила Львовича Цетлина и актёра МХАТа, киноактёра, режиссёра, засл. арт. РСФСР Леонида Георгиевича Топчиева.
В 1967 году окончил 14-ю московскую спецшколу с преподаванием ряда предметов на английском языке. В 1973 году окончил МВТУ им. Н. Э. Баумана (факультет «Приборостроение», специальность «Специализированные электронные вычислительные машины»). В 1973—1976 и 1978—2012 годах трудился по специальности на инженерных должностях в Научно-производственном центре автоматики и приборостроения им. Н. А. Пилюгина. В 1976—1978 годах служил в рядах Вооружённых Сил СССР.
С 2012 года на пенсии. Живёт в Москве.

## Творческая деятельность
С начала 1970-х годов увлекается фотографированием церковных зданий. Собрал уникальную коллекцию цветных фото церквей и часовен 1970—1990-х годов, преимущественно сельских, в том числе ныне разрушенных. Эта коллекция исключительно авторская и не имеет во всём интернете превосходящих и равных себе по количеству цветных фотографий церковных зданий указанного временно́го периода.
Эту коллекцию публикует в своих книгах и выставляет на интернет-ресурсе электронного периодического издания «Храмы России».
http://temples.ru/photo_collection.php?id=62
Является модератором этого интернет-ресурса.
С начала 2010-х годов становится организатором подготовки и издания серии краеведческих книг по истории церквей Калужской и Орловской губерний, а также автором ряда книг этой серии. Выпуски указанной серии отличаются глубокой проработкой темы с использованием документов, хранящихся в федеральных, региональных, муниципальных и ведомственных архивах, а также местных музеях и библиотеках. Три книги серии отмечены дипломом и благодарственными письмами.
Автор интернет-публикаций в разных жанрах.
Член научного совета НИЦ "Приходская история".

## Семья
- Жена — Татьяна Владимировна Шатохина (род. 1952).
  - Дочь — Юлия Аркадьевна Шатохина (1983—2004).
  - Дочь — Елена Аркадьевна Кусеткина (род. 1987). У неё две дочери: Анна (род. 2014) и Варвара (род. 2016).

## Труды
- Легостаев В. В., Шатохин А. В. Храмы Жиздринского уезда. / М.: «Маска», 2011. — 296 с.
- Вязьмитин О. Р., Шатохин А. В. Храмы Трубчевского уезда. / Брянск: «Белобережье», 2013. — 424 с. [Отмечена дипломом «Брянская книга 2013/2014» в номинации «Книга года»].
- Легостаев В. В., Носиков С. П., Шатохин А. В. Храмы Боровского уезда. / Брянск: «Белобережье», 2015. — 548 с.
- Вязьмитин О. Р., Харитонов С. А., Шатохин А. В. Храмы Севского уезда. / Брянск: «Белобережье», 2017. — 704 с.
- Вязьмитин О. Р., Глотов С. В., Харитонов С. А., Шатохин А. В. Храмы Карачевского уезда. / Брянск: «Буквица», 2019. — 568 с.
- Легостаев В. В., Шатохин А. В. Храмы земли Людиновской. / М.: АО «Первая Образцовая типография», 2020. — 240 с. [Отмечена благодарственным письмом Козельской и Людиновской епархии Калужской митрополии].
- Синодик священнослужителей, церковных старост, учителей, благотворителей, благочестивых жителей приходов и их семей. Ч. 5. Край Людиновский. / Сост. Легостаев В. В., Шатохин А. В. / Калуга: «СерНа», 2021. — 312 с. [Отмечен благодарственным письмом Козельской и Людиновской епархии Калужской митрополии].
- Статья к учебному пособию для студентов МГУ: Введение в историю церкви. Часть 3. Обзор источников по истории церкви в России. Книга II. Источники XVIII - начала XXI в. / СПб.: БАН, 2018. Глава 8. Источники по истории Русской православной церкви Московского Патриархата в постсоветское время (1998-2010-е гг.). §5. Церковное краеведение в России на рубеже XX-XXI вв. С. 271-282.
- Шатохин А. В. Памятник зодчества или фантазия на тему старины? [Критическая статья.] / 2015. https://istra-ltc.ru/publication/pamyatnik-zodchestva.htm
- Шатохин А. В. Трубчевский лекарь и его семейство. [О своей родословной.] / 2016. http://www.kozelskcyclopedia.ru/2011-10-26-06-07-21/796-trubchevskij-lekar-i-ego-semejstvo
- Шатохин А. В. [под псевд. «Борис Дмитриев»]. Сибирячка по имени Жанна. [Новелла.] / 2018. http://www.litsovet.ru/index.php/material.read?material_id=558288